# Refinery29
Refinery29 (R29) là trang web giải trí và truyền thông kỹ thuật số đa quốc gia của Mỹ tập trung vào đối tượng phụ nữ trẻ. Trang web này do Vice Media sở hữu. Refinery29 đăng tải các video, chương trình, sự kiện trực tiếp và nội dung xã hội có thể chia sẻ được phân phối trên các nền tảng truyền thông xã hội lớn và bao gồm nhiều danh mục khác nhau. Refinery29 từng bị phản ứng vì có văn hóa tổ chức độc lại khi phân biệt những nhân sự da màu.

## Lịch sử
Justin Stefano, Philippe von Borries, Piera Gelardi và Christene Barberich đồng sáng lập Refinery29 vào năm 2005 với nội dung tập trung vào thời trang địa phương của Thành phố New York. Tên của trang web ám chỉ các thông tin được đăng trên trang web đều đã được chắt lọc. Trụ sở chính của công ty nằm ở Khu Tài chính, Manhattan ở gần Thành phố New York.
Refinery29 có hơn 450 nhân viên trên toàn cầu với các văn phòng tại Los Angeles, London vàd Berlin.  Năm 2015, công ty ra mắt phiên bản cho thị trường Anh Quốc và tiếp đến là phiên bản tiếng Đức vào năm 2016. Cũng trong năm 2016, Refinery29 huy động được 45 triệu USD tài trợ do Turner đứng đầu. Tính đến năm 2017, Refinery29 đạt hơn 500 triệu khán giả trên toàn cầu. Ngày 2 tháng 10 năm 2019, Vice Media thông báo sẽ mua lại Refinery29. Thỏa thuận trị giá 400 triệu USD giúp cho công ty sau khi được sáp nhập được định giá ở mức 4 tỷ USD. Justin Stefano và Philippe von Borries là CEO của công ty cho đến năm 2020.
Tháng 3 năm 2021, Pedestrian Group công bố thỏa thuận kéo dài nhiều năm với Vice Media và Refinery29 để trở thành nhà xuất bản phiên bản số ở Úc của cả hai thương hiệu. Một đội ngũ nhân sự mới của Refinery29 cũng được công bố vào cuối năm đó. Ngày 15 tháng 5 năm 2023, Vice Media chính thức nộp đơn xin phá sản theo Chương 11 của Lật Phá sản Hoa Kỳ.

## Văn hóa tổ chức
Đầu tháng 6 năm 2020, các nhân viên và cộng tác viên là phụ nữ da màu và da đen đã lên mạng xã hội kể về nạn phân biệt đối xử khi làm việc cho Refinery29. Một cây viết của công ty đã viết trên Twitter về "văn hóa tổ chức độc hại" và sự chênh lệch về mức lương giữa nhân viên da màu và da trắng. Ngày 10 tháng 6 năm 2020, các nhà đồng sáng lập kiêm CEO Justin Stefano và Philippe von Borries đã đăng tải một lá thư đề cập đến vụ mâu thuẫn, trong đó có đoạn: "Sau khi đọc những tài khoản này, chúng tôi nhận ra rằng chúng tôi với tư cách là hai nam CEO da trắng đã bịt mắt chúng tôi khỏi những vấn đề, sự loại trừ và sự hung hãn mà bạn đã thấy ở R29. Đây là trận động đất của một lời cảnh tỉnh."
Nhà đồng sáng lập Christene Barberich đã từ chức Tổng biên tập toàn cầu nhưng vẫn là nhân viên của Refinery29 cho đến tháng 11 năm 2020. Trong một bài đăng trên Instagram, Barberich viết: "Tôi đã đọc và xem các tài khoản cá nhân của phụ nữ da đen và da màu về trải nghiệm của họ trong công ty chúng tôi tại Refinery29 và từ những trải nghiệm này, điều rõ ràng là R29 phải thay đổi. Chúng tôi phải làm tốt hơn, và điều đó bắt đầu bằng việc nhường lại chỗ đứng. Và, vì vậy tôi sẽ từ bỏ vai trò của mình tại R29 để giúp đa dạng hóa vai trò lãnh đạo của chúng tôi trong lĩnh vực biên tập và đảm bảo thương hiệu cũng như những cá nhân mà thương hiệu tiếp xúc có thể khơi dậy nên một chương mới." Ngày 11 tháng 6 năm 2020, cây bút kiêm cựu nhân viên Refinery29 Sesali Bowen đã gọi Barberich là "con cừu hiến tế" trên Twitter. Barberich cũng phải đối mặt với những lời chỉ trích sau khi một nhân viên cũ kể lại vào năm 2020 rằng Barberich đã từng khóc trong một cuộc họp sau khi được cho biết rằng cô có vẻ "băn khoăn" khi thảo luận về chủng tộc. Người ta nói rằng Barberich đã quyết định về nhà sớm hơn vào ngày hôm đó do mâu thuẫn.